# بلاك بيري ليميتد
بلاك بيري ليميتد، هي شركة كندية متعددة الجنسيات متخصصة في برمجيات المؤسسات وإنترنت الأشياء. كانت تُعرف في الأصل باسم ريسيرش إن موشين (بالإنجليزية: Research In Motion Limited)‏، وقد طورت علامة بلاك بيري التجارية لأجهزة الاستدعاء التفاعلي والهواتف الذكية والأجهزة اللوحية. انتقلت إلى شركة برمجيات وخدمات مؤسسية تحت إشراف الرئيس التنفيذي جون إس. تشين.
يتم استخدام منتجاتها من قبل العديد من الشركات وصناع السيارات والوكالات الحكومية. وتشمل بلاك بيري سيلانس، بلاك بيري آتهوك الصورة حلول أمن السيبراني الذكاء الاصطناعي على أساس نظام الاتصالات في حالات الطوارئ (ECS) منصة. نظام التشغيل في الوقت الحقيقي كيو ان اكس؛ وبلاك بيري إنتربرايز سيرفر (بلاك بيري Unified Endpoint Manager)، وهو نظام أساسي لإدارة نقطة النهاية الموحدة (UEM).
تم تأسيس بلاك بيري في عام 1984 باسم ريسيرش إن موشن بواسطة مايك لازاريديس ودوغلاس فريجين. في عام 1992، عين لازاريديس جيم بالسيلي، وعمل لازاريديس وبالسيلي كرئيسين تنفيذيين مشاركين حتى 22 يناير 2012،  عندما أصبح ثورستن هاينز رئيسًا ومديرًا تنفيذيًا. في نوفمبر 2013، تولى جون س. تشن منصب الرئيس التنفيذي. كانت استراتيجيته الأولية تتمثل في التعاقد من الباطن على التصنيع مع شركة فوكسكون، والتركيز على تكنولوجيا البرمجيات. حاليا،[متى؟] تتضمن استراتيجيته تكوين شراكات ترخيص مع مصنعي الأجهزة مثل تي سي إل (شركة) وتوحيد محفظة برامج بلاك بيري.

## التاريخ

### 1984-2001: السنوات الأولى والنمو
تأسست شركة ريسيرش إن موشن لمتد في مارس 1984 بواسطة مايك لازاريديس ودوغلاس فريجين. في ذلك الوقت، كان لازاريديس طالب هندسة في جامعة واترلو بينما كان فريجين طالب هندسة في جامعة وندسور. في عام 1988، أصبحت ريسيرش إن موشين أول مطور لتكنولوجيا البيانات اللاسلكية في أمريكا الشمالية وأول شركة خارج الدول الاسكندنافية تقوم بتطوير منتجات الاتصال لشبكات اتصالات البيانات اللاسلكية من موبيتكس. في عام 1990، قدمت ريسيرش إن موشين قارئ "DigiSync Film KeyKode". في عام 1991، قدمت ريسيرش إن موشين أول محول بروتوكول موبيتكس. في عام 1992، قدمت ريسيرش إن موشين أول حل لنقاط البيع من موبيتكس، وهو صندوق محول بروتوكول يتفاعل مع المعدات الطرفية الموجودة في نقطة البيع لتمكين الاتصال اللاسلكي. في عام 1993، قدمت ريسيرش إن موشين ريسيرش إن موشينجيت، أول بوابة موبيتكس X.25 للأغراض العامة. في نفس العام، أطلقت ريسيرش إن موشين إريكسون موبيديم AT ومودم انتل اللاسلكي الذي يحتوي على برامج ثابتة لمودم ريسيرش إن موشين. في عام 1994، قدمت ريسيرش إن موشين أول محطة طرفية لنقاط البيع المتنقلة من موبيتكس. في نفس العام، حصلت ريسيرش إن موشين على جائزة إيمي للابتكار التقني وجائزة كيه بي إم جي هاي تكنولوجي. في عام 1995، قدمت ريسيرش إن موشين فريدوم، أول مودم راديو من النوع II PCMCIA لشركة موبيتكس.
في عام 1995، تم تمويل «ريسيرش إن موشين» من قبل المستثمرين المؤسسيين الكنديين ورأس المال الاستثماري من خلال اكتتاب خاص في شركة خاصة. قادت شركة صندوق مشاريع العمل الكندية المحدودة. الجولة الأولى من المشروع  باستثمار قدره 5,000,000 دولار كندي مع استخدام العائدات لاستكمال تطوير أجهزة وبرامج نظام الترحيل ثنائي الاتجاه لشركة ريسيرش إن موشين. قامت الشركة بجمع مبلغ إجمالي قدره 30.000.000 دولار كندي في تمويل ما قبل الاكتتاب العام قبل طرحها العام الأولي في بورصة تورنتو في يناير 1998 تحت الرمز ريسيرش إن موشين.
في عام 1996، قدمت ريسيرش إن موشين جهاز النداء التفاعلي، فكان أول بيجر رسائل ثنائية الاتجاه، ومودم راديو في نفس الوقت تحت اسم ريسيرش إن موشين 900 OEM. عملت الشركة مع البيانات المتنقلة للجوال (RAM) وإريكسون لتحويل شبكة البيانات لاسلكيا الخاصة بإريكسون موبيتكس المطورة إلى اتجاهين الترحيل واللاسلكية عبر شبكة البريد الإلكتروني. كان محوريًا في هذا التطور هو إصدارInter @ ctive Pager 950، الذي بدأ بالعمل في أغسطس 1998. ولأنه كان بحجم قطعة الصابون، فتنافس هذا الجهاز مع شبكة المناداة ثنائية الاتجاه سكايتل التي طورتها شركة موتورولا.
في عام 1999، قدمت ريسيرش إن موشين جهاز بلاك بيري 850 بيجر. تم تسميته في إشارة إلى تشابه مفاتيح لوحة المفاتيح الخاصة به مع أقراص فاكهة بلاك بيري، ويمكن للجهاز تلقي بريد إلكتروني من مايكروسوفت إكستشينج سيرفر باستخدام برنامج الخادم التكميلي، بلاك بيري إنتربرايز سيرفر (BES). مهد طرح بلاك بيري الطريق أمام المنتجات المستقبلية الموجهة للشركات من الشركة، مثل بلاك بيري 957 في أبريل 2000، وهو أول هاتف ذكي من بلاك بيري. استمرت منصة بلاك بيري OS و BES في زيادة الوظائف — بينما ساعد دمج التشفير ودعم S / MIME أجهزة بلاك بيري على زيادة استخدام الحكومات والشركات. خلال السنة المالية 1999-2001، نما إجمالي الأصول المعلنة في الميزانية العمومية لشركة ريسيرش إن موشين ثمانية أضعاف بسبب التوسع الهائل في السعة.

### 2001-2011: التوسع العالمي والمنافسة
سرعان ما بدأت ريسيرش إن موشين في تقديم أجهزة بلاك بيري الموجهة إلى السوق الاستهلاكية أيضًا، بدءًا من بلاك بيري بيرل 8100 — أول هاتف بلاك بيري يتضمن ميزات الوسائط المتعددة مثل الكاميرا. كان تقديم سلسلة بيرل ناجحًا للغاية، وكذلك سلسلة كيرف 8300 وبولد 9000 اللاحقة. عززت شراكات واسعة النطاق مع شركات النقل التوسع السريع لمستخدمي بلاك بيري على مستوى العالم في كل من أسواق الشركات والمستهلكين.
على الرغم من وصول أبل آيفون الأول في عام 2007، حافظت بلاك بيري على نمو غير مسبوق في حصتها في السوق حتى عام 2011. دفع طرح جهاز آيفون من أبل على شبكة إيه تي آند تي في خريف عام 2007 في الولايات المتحدة شركة ريسيرش إن موشين لإنتاج أول هاتف ذكي بشاشة تعمل باللمس للشبكة المنافسة في عام 2008 — بلاك بيري ستورم. تم بيع العاصفة بشكل جيد ولكنها عانت من تقييمات مختلطة إلى سيئة ورضا العملاء السيئ. تخلف آيفون في البداية عن بلاك بيري في كل من الشحنات والمستخدمين النشطين، بسبب بداية ريسيرش إن موشين وشبكة توزيع أكبر لشركة اتصالات. في الولايات المتحدة، بلغت قاعدة مستخدمي بلاك بيري ذروتها عند حوالي 21 مليون مستخدم في خريف عام 2010. في ذلك الربع، بلغت قاعدة المشتركين العالمية للشركة 36 مليون مستخدم. نظرًا لتسارع نمو آيفون وجوجل أندرويد في الولايات المتحدة، بدأ بلاك بيري في التحول إلى منصات الهواتف الذكية الأخرى. ومع ذلك، استمر خط بلاك بيري ككل في التمتع بالنجاح، مدفوعًا بالنمو العالمي القوي. اعتبارًا من 1 ديسمبر 2012، كان لدى الشركة 79 مليون مستخدم للبلاك بيري على مستوى العالم  مع بقاء 9 ملايين فقط في الولايات المتحدة.
حتى مع استمرار الشركة في النمو في جميع أنحاء العالم، أصبح المستثمرون ووسائل الإعلام قلقين بشكل متزايد بشأن قدرة الشركة على التنافس مع الأجهزة من أنظمة تشغيل الهواتف المحمولة المنافسة آي أو إس وأندرويد. كما أعرب المحللون عن قلقهم بشأن الاتجاه الاستراتيجي لهيكل إدارة الرؤساء التنفيذيين المشاركين. في يونيو 2014، أصدرت سي إن إن مقالًا استشهدت به بلاك بيري كواحدة من ست علامات تجارية أمريكية-كندية مهددة بالانقراض.
بعد العديد من المحاولات لترقية منصة جافا الحالية، قامت الشركة بالعديد من عمليات الاستحواذ لمساعدتها على إنشاء منصة بلاك بيري جديدة وأكثر قوة، تتمحور حول نظام التشغيل الحقيقي كيو ان اكس الذي حصلت عليه مؤخرًا. في مارس 2011، اقترح الرئيس التنفيذي المشارك لشركة ريسيرش إن موشن المحدودة آنذاك، جيم بالسيلي، خلال مؤتمر عبر الهاتف أن «إطلاق بعض أجهزة بلاك بيري الجديدة القوية» (التي تم إصدارها في النهاية باسم بلاك بيري 10) سيكون في أوائل عام 2012. لكن المحللين كانوا «قلقين من أن الترويج للأجهزة الغامضة، التي يُفترض أنها ستغير قواعد اللعبة في وقت مبكر جدًا، قد يضر بمبيعات أجهزة بلاك بيري الحالية» (على غرار تأثير أوزبورن). كان ينظر إلى تاريخ الإطلاق الأولي في وقت لاحق على أنه طموح للغاية، وأضر بمصداقية الشركة في وقت فقدت فيه منتجاتها القديمة الحالية حصتها في السوق بشكل مطرد.
في 27 سبتمبر 2010، أعلنت ريسيرش إن موشين عن جهاز بلاك بيري بلاي بوك اللوحي الذي شاع منذ فترة طويلة، وهو أول منتج يعمل على منصة كيو ان اكس الجديدة المعروفة باسم بلاك بيري تابليت أو إس. تم إصدار بلاك بيري بلاي بوك رسميًا للمستهلكين في الولايات المتحدة وكندا في 19 أبريل 2011. تم انتقاد كتاب بلاي بوك بسبب اندفاعه إلى السوق في حالة غير مكتملة وبيعه بشكل سيء. بعد شحن 900 ألف قرص خلال الأرباع الثلاثة الأولى من السوق، دفع بطء المبيعات وتكدس المخزون الشركة إلى خفض الأسعار وتدوين قيمة المخزون بمقدار 485 مليون دولار.

#### المنافسة الأساسية
المنافسون الأساسيون لـ بلاك بيري هم الهواتف الذكية التي تعمل بنظام أندرويد وأبل آيفون. لعدد من السنوات، كان بلاك بيري هو الهاتف الذكي الرائد في العديد من الأسواق، وخاصة الولايات المتحدة. أدى وصول جهاز أبل آيفون ومنصة جوجل لنظام أندرويد لاحقًا إلى تباطؤ نمو بلاك بيري وانخفاض المبيعات في بعض الأسواق، وأبرزها الولايات المتحدة. وقد أدى ذلك إلى ظهور مشاعر سلبية في وسائل الإعلام والمحللين بشأن قدرة الشركة على الاستمرار كشركة مستقلة.
عندما تم طرح آيفون من أبل لأول مرة في عام 2007، أثار اهتمامًا إعلاميًا كبيرًا، حيث وصفته العديد من وسائل الإعلام بأنه «بلاك بيري كيلير». بينما استمرت مبيعات بلاك بيري في النمو، نما آيفون الأحدث بمعدل أسرع ويعزى الانخفاض بنسبة 87 بالمائة في سعر سهم بلاك بيري بين عامي 2010 و 2013 بشكل أساسي إلى أداء هاتف آيفون.
كانت النماذج الثلاثة الأولى من آيفون (التي تم تقديمها في عام 2007) متخلفة بشكل عام عن بلاك بيري في المبيعات، حيث كانت ريسيرش إن موشين تتمتع بمزايا رئيسية في دعم شركات النقل والشركات؛ ومع ذلك، استمرت شركة أبل في اكتساب حصتها في السوق. في أكتوبر 2008، تجاوزت شركة أبل لفترة وجيزة ريسيرش إن موشين في المبيعات الفصلية عندما أعلنت أنها باعت 6.9 مليون جهاز آيفون إلى 6.1 مليون تم بيعها بواسطة ريسيرش إن موشين، مقارنةً بالأرباع المتداخلة جزئيًا بين الشركات. على الرغم من انخفاض مبيعات آبل آيفون إلى 4.3 مليون في الربع التالي  وارتفعت مبيعات ريسيرش إن موشين إلى 7.8 مليون، إلا أن هذا يشير بالنسبة لبعض المستثمرين إلى علامة ضعف. بدأ آيفون من أبل في بيع هواتف ربع سنوية أكثر من بلاك بيري في عام 2010، نتيجة إطلاق آيفون 4 .
في الولايات المتحدة، بلغ بلاك بيري ذروته في سبتمبر 2010، عندما كان ما يقرب من 22 مليون مستخدم، أو 37٪ من 58.7 مليون مستخدم للهواتف الذكية الأمريكية في ذلك الوقت، يستخدمون بلاك بيري. ثم بدأ بلاك بيري في الانخفاض في الاستخدام في الولايات المتحدة، حيث تجاوزت قاعدة أبل المثبتة في الولايات المتحدة نظام بلاك بيري في أبريل 2011  استمرت مبيعات آيفون في التسارع، كما فعل سوق الهواتف الذكية، بينما بدأ بلاك بيري يفقد المستخدمين باستمرار في الولايات المتحدة. بحلول فبراير 2016، كان 1.59 مليون (0.8٪) فقط من 198.9 مليون مستخدم للهواتف الذكية في الولايات المتحدة يستخدمون بلاك بيري مقارنة بـ 87.32 مليون (43.9٪) على آيفون.
نظام تشغيل أندرويد للجوال من جوجل، والذي يعمل على الأجهزة من قبل مجموعة من الشركات المصنعة بما في ذلك سوني وموتورولا وإتش تي سي وسامسونج ومجموعة إل جي والعديد من الشركات الأخرى، زاد من المنافسة على بلاك بيري. في يناير 2010، بالكاد 3 ملايين (7.1٪) من 42.7 مليون هاتف ذكي مستخدمة في ذلك الوقت في الولايات المتحدة كانت تعمل بنظام أندرويد، مقارنة بـ 18 مليون جهاز بلاك بيري (43٪). في غضون عام واحد، اجتاز أندرويد القاعدة المثبتة لجهاز بلاك بيري في الولايات المتحدة. بحلول فبراير 2016، كان 1.59 مليون (0.8٪) فقط من 198.9 مليون مستخدم للهواتف الذكية في الولايات المتحدة يستخدمون بلاك بيري مقارنة بـ 104.82 مليون (52.7٪) يستخدمون أندرويد.
في حين أن شبكة ريسيرش إن موشين المشفرة الآمنة كانت جذابة لعملاء الشركات، إلا أن أجهزتهم كانت تعتبر أحيانًا أقل جاذبية للمستهلكين من هواتف آيفون وأندرويد الذكية. غالبًا ما طور المطورون تطبيقات للمستهلكين لتلك المنصات وليس بلاك بيري. خلال عام 2010، بدأ حتى عملاء المؤسسات في تبني سياسات BYOD بسبب ملاحظات الموظفين. كما واجهت الشركة انتقادات مفادها أن أجهزتها ونظام التشغيل الخاص بها قديم وغير جذاب مقارنة بالمنافسة، فضلاً عن أن إمكانيات التصفح كانت أقل.

### 2011-2015: التغييرات الاستراتيجية وإعادة الهيكلة
دفع النمو البطيء الشركة إلى تسريح 2000 موظف في صيف 2011. في سبتمبر 2011، عانت خدمة الإنترنت بلاك بيري التابعة للشركة من انقطاع كبير، مما أثر على ملايين العملاء لعدة أيام. حدث انقطاع الخدمة بشكل محرج عندما كانت شركة أبل تستعد لإطلاق آيفون 4S، مما تسبب في مخاوف من حدوث انشقاقات جماعية من النظام الأساسي.
بعد ذلك بوقت قصير، في أكتوبر 2011، كشفت ريسيرش إن موشين النقاب عن BBX، وهي منصة جديدة لهواتف بلاك بيري الذكية المستقبلية التي ستعتمد على نفس النظام الأساسي القائم على كيو ان اكس مثل بلاي بوك. ومع ذلك، نظرًا لاتهامه بانتهاك العلامة التجارية فيما يتعلق باسم BBX، تمت إعادة تسمية المنصة باسم بلاك بيري 10. أثبتت المهمة أنها شاقة، حيث أخرت الشركة الإطلاق في ديسمبر 2011 لبعض الوقت في عام 2012. في 22 يناير 2012، استقال مايك لازاريديس وجيم بالسيلي كرئيسين تنفيذيين للشركة، وسلما زمام الأمور إلى المدير التنفيذي ثورستن هاينز. في 29 مارس 2012، أعلنت الشركة عن أول خسارة صافية لها منذ سنوات. شرع هاينز في مهمة إعادة هيكلة الشركة، بما في ذلك الإعلان عن خطط لتسريح 5000 موظف، واستبدال العديد من المديرين التنفيذيين، وتأخير نظام التشغيل الجديد القائم على كيو ان اكس للهواتف («بلاك بيري 10») للمرة الثانية في يناير 2013.

#### بلاك بيري 10
بعد الكثير من الانتقادات والتأخيرات العديدة، أطلقت ريسيرش إن موشين رسميًا هاتف بلاك بيري 10 وهاتفين ذكيين جديدين على أساس المنصة، بلاك بيري Z10 وQ10، في 30 يناير 2013. تم طرح بلاك بيري Z10، أول هاتف ذكي بلاك بيري يعمل بنظام بلاك بيري 10، لأول مرة في جميع أنحاء العالم في يناير 2013، وسيطرح للبيع على الفور في المملكة المتحدة مع الدول الأخرى التالية. تحول ملحوظ عن هواتف بلاك بيري السابقة، حيث يتميز Z10 بتصميم يعمل باللمس بالكامل ومعالج ثنائي النواة وشاشة عالية الدقة. كان لدى بلاك بيري 10 70000 تطبيق متاح عند الإطلاق، والتي توقعت الشركة أن ترتفع إلى 100000 بحلول الوقت الذي ظهر فيه الجهاز لأول مرة في الولايات المتحدة. دعماً للإطلاق، بثت الشركة أول إعلان تلفزيوني لـ سوبر بول في الولايات المتحدة وكندا خلال سوبر بول XLVII. عند مناقشة قرار إنشاء نظام تشغيل خاص بدلاً من اعتماد نظام أساسي جاهز مثل أندرويد، أشار هينز، "إذا نظرت إلى قدرة الموردين الآخرين على التمايز، فهناك مساحة كبيرة للمناورة. لقد نظرنا إلى الأمر بجدية — ولكن إذا فهمت ما هو وعد بلاك بيري لقاعدة مستخدميه، فإن الأمر كله يتعلق بإنجاز الأشياء. الألعاب ووسائل الإعلام، يجب أن نكون جيدين في ذلك ولكن علينا دعم هؤلاء الأشخاص الذين يتقدمون على اللعبة. القليل من الوقت لاستهلاك المحتوى والاستمتاع به — إذا حافظت على هذا الغرض، فعليك البناء على هذا الأساس. وإذا أردنا خدمة هذا الجزء، فلا يمكننا القيام بذلك وفقًا لمنهج "أنا أيضًا". "  قال رئيس العمليات كريستيان تير: «نريد استعادة مكانتنا كرقم واحد في العالم»، بينما صرح فرانك بولبن، مدير التسويق، «يمكن أن يكون ذلك أعظم عودة في تاريخ التكنولوجيا. الناقلون وراءنا. إنهم لا يريدون احتكارًا مزدوجًا»(في إشارة إلى أبل وسامسونج).
خلال حدث إطلاق بلاك بيري 10، أعلنت الشركة أيضًا أنها ستغير علامتها التجارية العامة من ريسيرش إن موشن إلى بلاك بيري. تم تغيير الاسم من أجل «وضع علامة بلاك بيري التجارية في مركز» العلامات التجارية المتنوعة للشركة، ولأن العملاء في بعض الأسواق «يعرفون الشركة بالفعل باسم بلاك بيري». بينما سيتم إجراء تصويت المساهمين على تغيير الاسم الرسمي لشركة بلاك بيري لمتد في اجتماعها العام السنوي المقبل، تغيرت رموزها في TSX و NASDAQ إلى BB و BBRY على التوالي في 4 فبراير 2013.
في 12 أغسطس 2013، أعلنت الشركة أنها مفتوحة للشراء وذكرت في بيان صحفي رسمي لمديري الأوراق المالية في كندا:
شكل مجلس إدارة الشركة لجنة خاصة لاستكشاف البدائل الإستراتيجية لتعزيز القيمة وزيادة الحجم من أجل تسريع نشر بلاك بيري 10. يمكن أن تشمل هذه البدائل، من بين أمور أخرى، المشاريع المشتركة المحتملة أو الشراكات أو التحالفات الإستراتيجية أو بيع الشركة أو غيرها من المعاملات المحتملة.

#### صفقة بريم واتسا / فيرفاكس
صرح مارك وايزمان، الرئيس التنفيذي لمجلس استثمار خطة التقاعد الكندية، أنه سيفكر في الاستثمار في بلاك بيري إذا أصبحت الشركة خاصة. أيضًا في 12 أغسطس 2013، استقال المساهم الرئيسي بريم واتسا من مجلس إدارة بلاك بيري.
في 20 سبتمبر 2013، أعلنت الشركة أنها ستسرح 4500 موظف وتتكبد خسارة تشغيلية بقيمة مليار دولار كندي. بعد ثلاثة أيام، أعلنت الشركة أنها وقعت خطاب نوايا ليتم الاستحواذ عليه من قبل كونسورتيوم بقيادة شركة فيرفاكس المالية القابضة المملوكة لشركة بريم واتسا مقابل 9 دولارات لكل سهم. تم تأكيد هذه الصفقة أيضًا من قبل واتسا.
في 29 سبتمبر 2013، بدأت الشركة في تشغيل نموذج مبيعات مباشر للعملاء في الولايات المتحدة، حيث تم بيع الهواتف الذكية Q10 و Z10 المفتوحة مباشرة من موقع بلاك بيري الإلكتروني. في 15 أكتوبر 2013، نشرت الشركة خطابًا مفتوحًا في 30 مطبوعة في تسعة بلدان لطمأنة العملاء بأن بلاك بيري ستستمر في العمل. صرح أنتوني مايكل سابينو، أستاذ الأعمال جامعة سانت جون (مدينة نيويورك)، في صحيفة واشنطن بوست :
«هذه هي المحاولة الأخيرة لبلاك بيري للبقاء ببساطة في مواجهة المنافسة الساحقة في السوق التي اخترعتها بشكل أساسي.» 

#### جون تشين ينضم إلى بلاك بيري
في 4 نوفمبر 2013، تم إلغاء صفقة فيرفاكس بريم واتسا لصالح ضخ نقدي بقيمة مليار دولار أمريكي والذي، وفقًا لأحد المحللين، يمثل مستوى الثقة لدى أكبر مساهم في بلاك بيري في الشركة. في الوقت نفسه، عينت بلاك بيري جون تشين في منصب الرئيس التنفيذي ليحل محل هينز المسرحين. وفقًا لـ جلوب آند ميل، كان يأمل بلاك بيري في أن يتمكن تشين، بفضل سمعته كفنان متحول، من إنقاذ الشركة.
قال جاك جولد المحلل الرئيسي في جيه جولد أسوشيتس للنشرة: «يعرف جون تشين كيف يدير شركة للهواتف المحمولة، وربما الأهم من ذلك، يمكنه جعل الأشياء تحدث في الصناعة» 
أوضح تشين في رسالة مفتوحة نُشرت بعد فترة وجيزة من تعيينه: «لقد بدأنا في نقل الشركة إلى تبني عالم متعدد المنصات، BYOD من خلال اعتماد نظام أساسي جديد لإدارة التنقل واستراتيجية جديدة للأجهزة». «أنا أؤمن بقيمة هذه العلامة التجارية. مع الفريق المناسب والاستراتيجية الصحيحة المعمول بها، أنا واثق من أننا سنعيد بناء بلاك بيري لصالح جميع دوائرنا الانتخابية.» 
في أبريل 2014، تحدث تشين عن إستراتيجيته للتحول في مقابلة مع رويترز،  موضحًا أنه ينوي الاستثمار في أو الشراكة مع شركات أخرى في الصناعات الخاضعة للتنظيم مثل الرعاية الصحية والخدمات المالية والقانونية. وأوضح لاحقًا أن قسم الأجهزة في بلاك بيري ظل جزءًا من استراتيجيته وأن شركته كانت تتطلع أيضًا إلى الاستثمار في «الحلول الناشئة مثل تقنيات الآلة إلى الآلة التي ستساعد في دعم العمود الفقري لإنترنت الأشياء». قام لاحقًا بتوسيع هذه الفكرة في قمة بلاك بيري سيكيورتي في يوليو 2014.
في مايو 2014، تم طرح بلاك بيري Z3 منخفض التكلفة في السوق الإندونيسية، حيث كانت العلامة التجارية تحظى بشعبية خاصة. تم إنتاج هاتف الميزانية بالشراكة مع شركة مجموعة فوكسكون تكنولوجي التايوانية، والتي تعاملت مع تصميم وتوزيع المنتج. ذكر تحليل في صحيفة نيويورك تايمز أن النموذج كان محاولة من قبل تشين لتوليد الإيرادات بينما كان يحاول «تحويل تركيز المنظمة إلى الخدمات والبرمجيات». قال محلل في شركة إيه بي آي ريسيرش في لندن: «يعمل جون تشين فقط على الحفاظ على أعمال الهاتف بينما يرتب الطريق إلى الأمام». كجزء من جهود الأقلمة للترويج لهاتف Z3، تم نقش اللوحة الخلفية للهاتف بكلمة "Jakarta"، ولكن لا تزال هناك شكوك، حيث كان الهاتف لا يزال أكثر من ضعف تكلفة طرازات أندرويد في إندونيسيا في وقت إطلاق سراح.

### 2015 إلى الوقت الحاضر: انتقال البرامج
في الربع الأول من السنة المالية 2015، قال تشين: «هذه، بالطبع، بداية مهمتنا ونأمل أن نتمكن من الإبلاغ عن نتائج أفضل في المستقبل. . . نشعر بالرضا عن مكاننا». ذكرت كوارتز أن المخزون ارتفع بنسبة 30 في المائة، مقارنة بالفترة نفسها من العام السابق،  بينما أعرب تشين عن حماسه لإصدار جهازي هاتف جديدين، مع كل من لوحات المفاتيح وشاشات اللمس، في النصف الثاني من عام 2014. لم يقدم تشين أرقام مبيعات لهاتف Z3 في إندونيسيا.
في سبتمبر 2015، كشف تشين عن بلاك بيري بريف، وهو هاتف ذكي مزود بلوحة مفاتيح يستخدم نظام التشغيل أندرويد مع تحسينات برمجية مطورة من بلاك بيري، بما في ذلك أداة تحميل التشغيل الآمن وتشفير القرص الكامل وحماية السلامة وبلاك بيري HUB.

#### عمليات الاستحواذ الاستراتيجية
خلال هذا الوقت، قامت بلاك بيري أيضًا بتوسيع عروض برامجها وخدماتها من خلال العديد من عمليات الاستحواذ الرئيسية. ومن بين هذه الشركات شركة أمن الملفات واتش دوكس،  اتصالات الأزمات آتهوك،  ومورد EMM المنافس جود تكنولوجي. تم إعادة تسمية المنتجات التي تقدمها هذه الشركات تدريجيًا ودمجها في محفظة بلاك بيري الخاصة.
وصف تريفيس، وهو فريق محلل ومساهم في فوربس وجود بأنه «ملائم استراتيجي جيد لأعمال برامج بلاك بيري»، مشيرًا إلى أن الاستحواذ «سيساعد في تحسين دعم بلاك بيري عبر الأنظمة الأساسية لـ EMM وجلب قاعدة عملاء كبيرة ومتنوعة نسبيًا، مع المساعدة أيضًا دفع نمو الإيرادات المتزايد». كما أشارت إلى أن عملية الاستحواذ - وهي الأكبر في تاريخ بلاك بيري - تشير إلى التزام الشركة بخطة تحول تركز على البرمجيات. بقيت متناقضة حول توقعات الشركة بشكل عام.
في يناير 2016، صرح تشين أن بلاك بيري لا تخطط لتطوير أي أجهزة جديدة تعمل بنظام بلاك بيري 10 وأن الشركة ستطلق جهازي أندرويد جديدين على الأكثر خلال عام 2016. أعلنت بلاك بيري أيضًا عن إطلاق مجموعة خدمة إدارة الأجهزة الجوّالة للمؤسسات الآمنة الجيدة، ودمج منتجات واتش دوكس وجود تكنولوجي في العديد من العروض المتدرجة جنبًا إلى جنب مع برنامجها الحالي.

#### شراكات ترخيص الأجهزة
أعلنت بلاك بيري عن DTEK50، وهو هاتف ذكي متوسط المدى يعمل بنظام أندرويد، في 26 يوليو 2016. على عكس Priv، كان DTEK50 نسخة أعيدت تسميتها من هاتف ذكي موجود، الكاتيل ايدول 4 كما تم تصنيعه بواسطة تي سي إل (شركة)، أحد شركاء الأجهزة للشركة. كان من المقرر أن يكون هذا هو ثاني هاتف تم تطويره داخليًا على الإطلاق في بلاك بيري، يليه بلاك بيري DTEK60 في أكتوبر 2016 - في 28 سبتمبر 2016، أعلنت بلاك بيري أنها ستتوقف عن تطوير الأجهزة الداخلية للتركيز على البرامج، وتفويض التطوير، تصميم وتصنيع أجهزتها لشركاء من الأطراف الثالثة.
كان أول هؤلاء الشركاء BB Merah Putih، وهو مشروع مشترك في إندونيسيا. وذكر تشين أن الشركة «لم تعد تدور حول الهاتف الذكي فقط، بل كانت تدور حول الهاتف الذكي». في 15 ديسمبر 2016، أعلنت شركة بلاك بيري أنها توصلت إلى اتفاق طويل الأمد مع TCL لمواصلة إنتاج الهواتف الذكية التي تحمل علامة بلاك بيري للبيع خارج بنغلاديش والهند وإندونيسيا ونيبال وسريلانكا. أعقب هذه الشراكة اتفاقية مع أوبتيموس انفراكوم في 6 فبراير 2017 لإنتاج أجهزة في جميع أنحاء الهند والأسواق المجاورة بما في ذلك سريلانكا ونيبال وبنغلاديش.
منذ الإعلان عن الشراكات، أصدرت تي سي إل جهاز بلاك بيري كي وان  وأصدرت BB Merah Putih جهاز بلاك بيري أورورا.

#### استشارات الأمن السيبراني
في فبراير 2016، استحوذت بلاك بيري على شركة الأمن السيبراني إنكربشن ومقرها المملكة المتحدة،  بهدف التفرع إلى أعمال الاستشارات الأمنية. أطلقت لاحقًا بلاك بيري SHIELD، وهو برنامج لتقييم مخاطر تكنولوجيا المعلومات لعملائها من الشركات. في أبريل 2017، عقد قسم الأمن السيبراني في بلاك بيري شراكة مع شركة شركة الحلفاء العالمية للتأمين القابضة، وهي شركة تأمين وإعادة تأمين عالمية. وشهدت هذه الاتفاقية دمج أداة التقييم الذاتي SHIELD من بلاك بيري في حل إدارة مخاطر الإنترنت من فريم دبليو آر إكس في العالم المتحالف.

#### برنامج بلاك بيري سيكيور
في 8 ديسمبر 2016، أعلنت بلاك بيري عن إطلاق بلاك بيري سيكيور. وصفت بأنها «منصة أمان متنقلة شاملة لمؤسسات الأشياء»،  بلاك بيري سيكيورعلى تعميق التكامل بين استحواذات بلاك بيري ومحفظتها الأساسية. وفقًا لمجلة فوربيس، فإنها تضع جميع منتجات بلاك بيري «تحت مظلة واحدة».
في 7 فبراير 2017، أعلنت بلاك بيري عن إنشاء بي بي إم إنتر برايس إس دي كيه، وهي أداة تطوير اتصالات منصة كخدمة. يسمح إنتر برايس إس دي كيه للمطورين بدمج وظائف المراسلة الخاصة بـ بي بي إم إنتربرايس في تطبيقاتهم. تم إصداره لشركاء بلاك بيري في 21 فبراير 2017، وتم إطلاقه رسميًا في 12 يونيو 2017.
أيضًا في فبراير 2017، أصدرت شركة ريسيرش 451 تقريرًا عن تحسن الوضع المالي لبلاك بيري والتركيز على المنتج. حدد التقرير مكانة بلاك بيري في إنترنت الأشياء واستراتيجية ترخيص الأجهزة الخاصة بها كنقاط قوة. كما تم تسليط الضوء على بي بي إم إنتر برايس إس دي كيه، إلى جانب العديد من التحديات التي لا تزال تواجه الشركة.

## المالية
حتى عام 2013، زاد عدد مستخدمي بلاك بيري النشطين بمرور الوقت.
بالنسبة للفترة المالية التي تم فيها إطلاق أبل آيفون لأول مرة (في عام 2007)، أبلغت ريسيرش إن موشين عن قاعدة مستخدمين بلغت 10.5 مليون مشترك في بلاك بيري.
في نهاية عام 2008، عندما ظهر جوجل أندرويد لأول مرة في السوق، ذكرت ريسيرش إن موشين أن عدد مشتركي بلاك بيري قد ارتفع إلى 21 مليون مشترك.
في الربع الرابع من السنة المالية المنتهية في 3 مارس 2012، شحنت ريسيرش إن موشين 11.1 مليون هاتف ذكي بلاك بيري، بانخفاض 21 بالمائة عن الربع السابق وكان هذا أول انخفاض في الربع الذي يغطي عيد الميلاد منذ عام 2006. في الربع الرابع، أعلنت «ريم» عن خسارة صافية قدرها 125 مليون دولار أمريكي (حدثت آخر خسارة قبل ذلك في الربع الرابع من السنة المالية 2005). تسارعت خسارة ريسيرش إن موشين لحصتها في السوق في عام 2011، بسبب النمو السريع لمبيعات هواتف سامسونج وإتش دي سي أندرويد ؛ انخفضت حصة ريسيرش إن موشين السنوية في السوق في الولايات المتحدة إلى 3 بالمائة فقط من 9 بالمائة.
في الربع المنتهي في 28 يونيو 2012، أعلنت ريسيرش إن موشين أن عدد مشتركي بلاك بيري قد وصل إلى 78 مليون مشترك على مستوى العالم. علاوة على ذلك، أعلنت «ريم» عن إيرادات الربع الأول للسنة المالية 2013، مما يدل على أن الشركة تكبدت خسارة صافية لمبادئ المحاسبة المقبولة عموماً قدرها 518 مليون دولار أمريكي لهذا الربع، وأعلنت عن خطة لتنفيذ مبادرة لتوفير التكاليف بقيمة مليار دولار أمريكي. كما أعلنت الشركة عن تأجيل إطلاق نظام التشغيل بلاك بيري 10 OS الجديد حتى الربع الأول من عام 2013.
بعد إصدار أبل آيفون 5 في سبتمبر 2012، أعلن الرئيس التنفيذي لشركة ريسيرش إن موشين ثورستن هاينز أن عدد المستخدمين العالميين وصل إلى 80 مليونًا، مما أدى إلى قفزة بنسبة 7٪ في الأسهم. في 2 ديسمبر 2012، سجلت الشركة انخفاضًا في الإيرادات بنسبة 5٪ عن الربع السابق و 47٪ عن نفس الفترة من العام السابق. سجلت الشركة ربحًا وفقًا لمبادئ المحاسبة المقبولة عموماً قدره 14 مليون دولار أمريكي (صافي خسارة معدلة بقيمة 115 مليون دولار أمريكي)، وهو تحسن عن الأرباع السابقة. كما زادت الشركة احتياطياتها النقدية إلى 2.9 مليار دولار أمريكي، وهو المجموع الذي زاد في النهاية إلى ما يقرب من 600 مليون دولار أمريكي في الربع. تراجعت قاعدة المشتركين العالميين لمستخدمي بلاك بيري بشكل طفيف للمرة الأولى لتصل إلى 79 مليون مشترك، بعد أن بلغت ذروتها عند أعلى مستوى لها على الإطلاق بلغ 80 مليون في الربع السابق.
في سبتمبر 2013، أعلنت الشركة أن خدمة الرسائل الفورية المتنامية بي بي إم ستكون متاحة لأجهزة أندرويد وآيفون. ذكرت بلاك بيري أن الخدمة لديها 60 مليون عميل نشط شهريًا يرسلون ويستقبلون أكثر من 10 مليارات رسالة يوميًا. من المتوقع أن يتم تحسين «بي بي إم شانيلز» في أواخر عام 2013، حيث يتم تسهيل المحادثات بين المستخدمين والمجتمعات، بناءً على عوامل مثل الاهتمامات المشتركة والعلامات التجارية والمشاهير.
في 28 سبتمبر 2013، أكدت تقارير إعلامية أن بلاك بيري خسرت 1.049 مليار دولار أمريكي خلال الربع المالي الثاني من عام 2013. في أعقاب الخسارة، قال هاينز: «نشعر بخيبة أمل كبيرة من نتائجنا التشغيلية والمالية لهذا الربع وقد أعلنا عن سلسلة من التغييرات الرئيسية لمعالجة بيئة الأجهزة التنافسية وهيكل التكلفة لدينا».
بين عامي 2010 و 2013، انخفض سعر سهم الشركة بنسبة 87 في المائة بسبب الانتشار الواسع لجهاز آيفون. قدر بنك جولدمان ساكس أنه في يونيو 2014، استحوذت بلاك بيري على حصة 1٪ من مبيعات الهواتف الذكية، مقارنة بذروة بلغت حوالي 20٪ في عام 2009.
مع الإعلان عن نتائجه المالية للربع المالي الأول من عام 2015 في يونيو 2014، قدم تشين شركة أكثر استقرارًا تكبدت قدرًا أقل من الخسائر عن الأرباع السابقة. وصفت صحيفة نيويورك تايمز «خسارة ربع سنوية أقل من المتوقع»،  استنادًا إلى البيان الصحفي الصادر في 19 يونيو 2014:
بلغت الإيرادات للربع الأول من السنة المالية 2015 966 مليون دولار، بانخفاض 10 ملايين دولار أو 1٪ من 976 مليون دولار في الربع السابق. . . خلال الربع الأول، أقرت الشركة بإيرادات الأجهزة على ما يقرب من 1.6 مليون هاتف ذكي بلاك بيري مقارنة بنحو 1.3 مليون هاتف ذكي بلاك بيري في الربع السابق.
قدم إيان أوستن من صحيفة نيويورك تايمز مزيدًا من الوضوح بشأن البيان الإخباري لبلاك بيري: «مكّنت التعديلات المحاسبية بلاك بيري من الإبلاغ عن ربح قدره 23 مليون دولار، أو 4 سنتات للسهم، في الربع الأخير. لكن بدون هذه الرسوم غير النقدية، خسرت الشركة 60 مليون دولار، أو 11 سنتًا للسهم خلال هذه الفترة». بعد البيان الصحفي، صرح تشين أن بلاك بيري مرتاح لموقفها، ومن المفهوم أن خطته للشركة تشمل بشكل أساسي الشركات والحكومات، وليس المستهلكين.
| السنة المالية | المبيعات (بملايين الدولارات) | الدخل التشغيلي (بملايين الدولارات) | صافي الدخل (بملايين الدولارات) | المشتركون النشطون في بلاك بيري |
| ------------- | ---------------------------- | ---------------------------------- | ------------------------------ | ------------------------------ |
| 1999          | 47                           | 4.8                                | 6.4                            |                                |
| 2000          | 84                           | 10                                 | 10                             |                                |
| 2001          | 221                          | (4.6)                              | (6.2)                          |                                |
| 2002          | 294                          | (58)                               | (28)                           |                                |
| 2003          | 307                          | (64)                               | (149)                          | 534000                         |
| 2004          | 595                          | 78                                 | 52                             | 1,069,000                      |
| 2005          | 1,350                        | 386                                | 206                            | 2,510,000                      |
| 2006          | 2066                         | 617                                | 375                            | 4,900,000                      |
| 2007          | 3,037                        | 807                                | 632                            | 8,000,000                      |
| 2008          | 6,009                        | 1,731                              | 1,294                          | 14.000.000                     |
| 2009          | 11.065                       | 2722                               | 1893                           | 25.000.000                     |
| 2010          | 14953                        | 3,507                              | 2,457                          | 41.000.000                     |
| 2011          | 19907                        | 4,739                              | 3,444                          | 70.000.000                     |
| 2012          | 18,423                       | 1,497                              | 1164                           | 77.000.000                     |
| 2013          | 11.073                       | (1,235)                            | (646)                          | 79.000.000                     |
| 2014          | 6813                         | (7,163)                            | (5,873)                        | 69.000.000                     |
| 2015          | 3335                         | (423)                              | (304)                          | 46.000.000                     |
| 2016          | 2,160                        | (223)                              | (208)                          |                                |
| 2017          | 1,309                        | (1,181)                            | (1,206)                        |                                |
| 2018          | 932                          | 283                                | 405                            |                                |
| 2019          | 904                          | 60                                 | 93                             |                                |
| 2020          | 1,040                        | (149)                              | (152)                          |                                |

## التغييرات التنظيمية

### تغييرات القيادة
غالبًا ما تعرضت الشركة لانتقادات بسبب هيكل الرئيس التنفيذي المزدوج. تحت التنظيم الأصلي، أشرف مايك لازاريديس على الوظائف الفنية، بينما أشرف جيم بالسيلي على وظائف المبيعات / التسويق.  رأى البعض هذا الترتيب كهيكل إداري مختل واعتقدوا أن ريسيرش إن موشين تعمل كشركتين، مما أدى إلى إبطاء الجهود المبذولة لإطلاق نظام التشغيل الجديد بلاك بيري 10.
في 30 يونيو 2011، تم سحب دفعة المستثمر للشركة لتقسيم هيكل الرئيس التنفيذي المزدوج بشكل غير متوقع بعد إبرام اتفاق مع ريسيرش إن موشين. أعلنت ريسيرش إن موشين أنه بعد المناقشات بين المجموعتين، ستسحب شركة الشمال الغربي والاستثمارات الأخلاقية اقتراح المساهمين قبل الاجتماع السنوي لـ ريسيرش إن موشين.
في 22 يناير 2012، أعلنت ريسيرش إن موشين أن مديريها التنفيذيين بالسيلي ولازاريديس قد استقالوا من مناصبهم. تم استبدالهم من قبل ثورستن هاينز. استأجر هينز بنوكًا استثمارية آر بي سي كابيتال ماركتس وجي بي مورجان للبحث عن مشترين محتملين مهتمين بـ ريسيرش إن موشين، مع مضاعفة الجهود أيضًا لإصدار بلاك بيري 10.
في 29 مارس 2012، أعلنت ريسيرش إن موشين عن مراجعة إستراتيجية  لاستراتيجية أعمالها المستقبلية التي تضمنت خطة لإعادة التركيز على أعمال المؤسسة والاستفادة من موقعها الرائد في مجال المؤسسة. وأشار هاينز، «نعتقد أن بلاك بيري لا يمكن أن تنجح إذا حاولنا أن نكون محبوبين للجميع وكل الأشياء لكل الناس. لذلك، نخطط للبناء على قوتنا». استقال بالسيلي من مجلس الإدارة في مارس 2012، بينما ظل لازاريديس في مجلس الإدارة كنائب للرئيس.
بعد تولي دوره كرئيس تنفيذي، أجرى هينز تغييرات جوهرية على فريق قيادة الشركة. تضمنت التغييرات مغادرة الرئيس التنفيذي للتكنولوجيا ديفيد ياك ؛ مدير العمليات جيم روان ؛  النائب الأول لرئيس البرمجيات آلان برينر ؛  كبير المسؤولين القانونيين، كريمة باوا ؛  وكبير مسؤولي المعلومات روبين بينفيت.
بعد التغييرات القيادية، عين هاينز كريستيان تير لتولي دور الرئيس التنفيذي للعمليات، فرانك بولبن لملء دور مدير التسويق  وعين دان دودج، الرئيس التنفيذي لشركة كيو ان اكس، لتولي منصب الرئيس التنفيذي للتكنولوجيا. في 28 يوليو 2012، تم تعيين ستيفن إي زيبرشتاين في منصب نائب الرئيس الجديد والمسؤول القانوني الأول.
في 28 مارس 2013، تخلى لازارديس عن منصبه كنائب للرئيس وأعلن استقالته من مجلس الإدارة. في وقت لاحق من العام، تم استبدال هينز بـ جون شين، الذي تولى منصب الرئيس التنفيذي في الأسبوع الأول من نوفمبر. تتكون حزمة تعويضات شين بشكل أساسي من أسهم بلاك بيري - بإجمالي 13 مليون - وسيحق له الحصول على العدد الكامل للأسهم بعد أن خدم الشركة لمدة خمس سنوات. تلقى هينز حزمة خروج بقيمة 22 مليون دولار.
يتمتع تشين بسمعة طيبة كمدير تنفيذي «تحول»،  مما أدى إلى تحويل شركة برامج وخدمات المؤسسة المتعثرة سايبيز إلى نجاح كافٍ لتوقيع اندماج مع ساب في عام 2010. كان تشين منفتحًا بشأن خططه لبلاك بيري عند انضمامه إلى الشركة، وأعلن عن نيته الابتعاد عن تصنيع الأجهزة للتركيز على برامج المؤسسات مثل كيو ان اكس وبلاك بيري يو إي إم وآتهوك. لديه آراء ثابتة حول حيادية الإنترنت والوصول القانوني،  وقد وصفه زملاؤه السابقون بأنه «مفكر سريع يحمل الناس المسؤولية».

### تخفيضات القوى العاملة
في يونيو 2011، أعلنت ريسيرش إن موشين توقعها بأن إيرادات الربع الأول من عام 2011 ستنخفض للمرة الأولى منذ تسع سنوات، وكشفت أيضًا عن خطط لتقليل القوة العاملة لديها.
في يوليو 2011، ألغت الشركة 2000 وظيفة، وهي أكبر عملية تسريح في تاريخها وأول عملية تسريح رئيسية منذ 12 نوفمبر 2002 عندما قامت الشركة بتسريح 10٪ من قوتها العاملة (200 موظف). خفض التسريح القوى العاملة بنحو 11٪، من 19000 موظف إلى 17000.
في 28 يونيو 2012، أعلنت الشركة عن تخفيض مخطط للقوى العاملة بمقدار 5000 بحلول نهاية السنة المالية 2013، كجزء من مبادرة توفير التكاليف بقيمة مليار دولار.
في 25 يوليو 2013، تم تسريح 250 موظفًا من قسم البحث والتطوير في بلاك بيري واختبار المنتجات الجديدة. كان تسريح العمال جزءًا من جهود التحول.
في 20 سبتمبر 2013، أكدت بلاك بيري أن الشركة ستسرح بشكل كبير 4500 موظف بحلول نهاية عام 2013. سيكون هذا ما يقرب من 40 في المائة من القوة العاملة للشركة.
بلغ عدد موظفي بلاك بيري ذروتها حوالي 20000 موظف، ولكن عندما انضم المدير التنفيذي جون تشين إلى بلاك بيري في عام 2013، تم تسريح موظفين إضافيين في فبراير 2015 للتنافس مع الهواتف الذكية، لذلك بلغ إجمالي عدد الموظفين 6225. في 21 يوليو 2015، أعلنت بلاك بيري عن تسريح إضافي لعدد غير محدد من الموظفين،  مع تسريح 200 آخرين في فبراير 2016.
اعتبارًا من أغسطس 2017، كان لدى الشركة 4044 موظفًا.

## تقلبات المخزون
في يونيو 2011، انخفض سهم ريسيرش إن موشين إلى أدنى مستوى له منذ عام 2006. في 16 ديسمبر 2011، انخفضت أسهم ريسيرش إن موشين إلى أدنى سعر لها منذ يناير 2004. بشكل عام في عام 2011، انخفض سعر السهم بنسبة 80 في المائة من يناير إلى ديسمبر، مما تسبب في انخفاض رسملة السوق إلى ما دون القيمة الدفترية. بحلول مارس 2012، كانت قيمة الأسهم أقل من 14 دولارًا أمريكيًا، من أعلى مستوى لها في عام 2008 يزيد عن 140 دولارًا. من يونيو 2008 إلى يونيو 2011، خسر مساهمو ريسيرش إن موشين ما يقرب من 70 دولارًا مليار دولار، أو 82 في المائة، حيث انخفضت القيمة السوقية للشركة من 83 دولارًا مليار دولار إلى 13.6 مليار، وهو أكبر انخفاض بين مزودي معدات الاتصالات.
انخفض سعر الأسهم أكثر في 16 يوليو، ليغلق عند 7.09 دولار في بورصة تورنتو، وهو أدنى مستوى منذ 8 سبتمبر 2003، بعد أن قالت هيئة محلفين في كاليفورنيا إن ريسيرش إن موشين يجب أن تدفع 147.2 مليون دولار نتيجة حكم انتهاك براءات الاختراع الذي تم إلغاؤه لاحقًا.
في 22 نوفمبر 2012، ارتفعت أسهم ريسيرش إن موشين / بلاك بيري بنسبة 18٪، وهو أكبر مكسب للسهم في أكثر من ثلاث سنوات. كان هذا بسبب إعلان المحلل في البنك الوطني الكندي كريس طومسون أنه من المتوقع أن تباع أجهزة BB10 الجديدة بشكل أفضل من المتوقع ؛ مع رفع سعر السهم المستهدف.
في 28 يونيو 2013، بعد إعلان بلاك بيري عن خسائر صافية بلغت حوالي 84 مليون دولار،  تراجعت أسهمها بنسبة 28٪.
في 12 أبريل 2017، ارتفعت الأسهم بأكثر من 19٪ حيث فازت بلاك بيري بقضية تحكيم ضد كوالكوم. تقرر أن بلاك بيري كانت تدفع مبالغ زائدة للشركة في مدفوعات الإتاوة، وحصل بلاك بيري على 814.9 مليون دولار.

### يشاع الاستحواذ على سامسونج
في 14 يناير 2015، في الساعة الأخيرة من التداول في الأسواق الأمريكية، نشرت وكالة رويترز أن سامسونج تجري محادثات مع بلاك بيري لشراء الأخير مقابل ما بين 13.35 دولارًا و 15.49 دولارًا للسهم الواحد. تسببت المقالة في ارتفاع أسهم بلاك بيري بنسبة 30٪. في وقت لاحق من ذلك المساء، أصدرت بلاك بيري بيانًا صحفيًا نفت فيه التقارير الإعلامية. وردت سامسونج قائلة إن التقرير «لا أساس له».

## انتقال نظام التشغيل المحمول

### نظام تشغيل بلاك بيري (جافا)
كان الهدف من نظام التشغيل بلاك بيري OS القائم على جافا هو العمل في ظل ظروف مختلفة وأبسط مثل الأجهزة منخفضة الطاقة ونطاق الشبكة الضيق والمؤسسات عالية الأمان. ومع ذلك، مع تطور احتياجات مستخدم الهاتف المحمول، كافحت المنصة القديمة مع الاتجاهات الناشئة مثل تصفح الويب للجوال وتطبيقات المستهلك والوسائط المتعددة وواجهات الشاشات التي تعمل باللمس. يمكن أن يواجه المستخدمون مشكلات في الأداء ومشكلات قابلية الاستخدام وعدم الاستقرار.
حاولت الشركة تحسين النظام الأساسي القديم من خلال متصفح ويب أفضل وأداء أسرع ومتجر تطبيقات مجمّع والعديد من التحسينات على شاشة اللمس، لكنها قررت في النهاية بناء منصة جديدة مع كيو ان اكس في جوهرها. في حين أن معظم أنظمة التشغيل الأخرى متجانسة — فإن خللًا في منطقة ما قد يتسبب في تعطل النظام بأكمله - فإن كيو ان اكس  أكثر استقرارًا لأنه يستخدم وحدات بناء مستقلة أو «نواة»، مما يمنع تأثير الدومينو إذا انكسر نواة واحدة. آخر إصدار لنظام التشغيل الرئيسي لـ ريسيرش إن موشين قبل إصدار بلاك بيري 10، كان بلاك بيري 7، والذي غالبًا ما تم انتقاده باعتباره مؤرخًا ويشار إليه على أنه فجوة مؤقتة.

### نظام تشغيل بلاك بيري تابليت أو إس (كيو ان اكس)
كان بلاك بيري بلاي بوك أول منتج ريسيرش إن موشين تم تصميم نظام تشغيل بلاك بيري اللوحي تابلت أو اس الخاص به على كيو ان اكس، والذي تم إطلاقه في أبريل 2011 كبديل لجهاز آي باد من أبل. ومع ذلك، فقد تم انتقاده لوجود برنامج غير مكتمل (كان يفتقر في البداية إلى البريد الإلكتروني الأصلي والتقويم وجهات الاتصال) واختيار تطبيق ضعيف. كان أداءها ضعيفًا حتى تم تخفيض الأسعار بشكل كبير، مثل معظم أجهزة الكمبيوتر اللوحية الأخرى التي تم إصدارها في ذلك العام (الأجهزة اللوحية التي تعمل بنظام أندرويد مثل موتورولا زووم سامسونج جالاكسي تاب وإتش بي تاتش باد). تلقى نظام تشغيل بلاك بيري اللوحي تابلت أو اس تحديثًا رئيسيًا في فبراير 2012، بالإضافة إلى العديد من التحديثات الطفيفة.

### بلاك بيري 10 (كيو ان اكس)
تم التخطيط أصلاً لإصدار بلاك بيري 10، وهو إصدار محدث بشكل كبير من بلاك بيري تابلت أو اس المخصص للجيل القادم من هواتف بلاك بيري الذكية، في أوائل عام 2012. أجلت الشركة المنتج عدة مرات، متذكّرة الانتقادات التي واجهها إطلاق بلاك بيري بلاي بوك وضرورة أن يكون المنتج مثاليًا من أجل الحصول على فرصة في السوق. كان أحدث طراز مع نظام التشغيل هذا هو بلاك بيري ليب .

### اندرويد
في سبتمبر 2015، أعلنت بلاك بيري عن هاتف بلاك بيري بريف، وهو هاتف يعمل بنظام أندرويد 5.1.1 «لوليبوب» (ومتوافق مع الترقية إلى أندرويد مارشمالو). إنه أول هاتف من الشركة لا يعمل بنظام تشغيل داخلي.
يكاد يكون أندرويد من بلاك بيري هو مخزون أندرويد، مع التعديلات الخاصة به لتحسين الإنتاجية والأمان. نفذت بلاك بيري بعض ميزات بلاك بيري 10 داخل أندرويد مثل بلاك بيري هاب وبلاك بيري فيجوال كيبورد وبلاك بيري كليندر وبلاك بيري كونتاكتس آب إلخ.
في 1 أبريل 2016، ذكرت شركة بلاك بيري أنها باعت 600000 هاتف في الربع الرابع من السنة المالية، وسط توقعات بمبيعات تتراوح بين 750.000 و 800.000 هاتف للربع الأول الكامل من التقارير منذ إصدار بريف.
في 26 يوليو 2016، تم تقديم طراز جديد متوسط المدى مع لوحة مفاتيح على الشاشة فقط، وهو بلاك بيري DTEK50 النحيف بشكل غير عادي، والمدعوم بأحدث إصدار من أندرويد (6.0، مارشملو) ويتميز بقياس 5.2 بوصة كامل الارتفاع -عرض التعريف. شدد كبير مسؤولي الأمن في بلاك بيري ديفيد كلايدرماخر على أمان البيانات أثناء الإطلاق، مشيرًا إلى أن هذا النموذج تضمن حماية مضمنة من البرامج الضارة وتشفير جميع معلومات المستخدم. بحلول ذلك الوقت، تم إيقاف تشغيل بلاك بيري كلاسيك، الذي كان يستخدم نظام التشغيل بلاك بيري 10 OS.
في يوليو 2016، توقع مراقبو الصناعة أن تعلن الشركة عن هاتفين ذكيين إضافيين خلال الـ 12 شهرًا اللاحقة، ويفترض أيضًا أن يكون ذلك مع نظام التشغيل أندرويد. ومع ذلك، أخبر مارتي بيرد، مدير العمليات في بلاك بيري، بلومبرج أن «الشركة لم تقل أبدًا أننا لن نبني جهاز BB10 آخر».
في إم دبليو سي برشلونه 2017، أعلنت تي سي إل عن بلاك بيري كي ون. كي ون هو آخر هاتف تم تصميمه داخليًا بواسطة بلاك بيري.

## عمليات الاستحواذ
على مر السنين، لا سيما مع تطور الشركة نحو منصتها الجديدة، قامت بلاك بيري بالعديد من عمليات الاستحواذ على شركات وتقنيات الطرف الثالث.

### سليب ستريم داتا
كانت شركة سليبتريم داتا شركة برمجيات لتحسين الشبكة / ضغط البيانات / تسريع الشبكة. استحوذت بلاك بيري على الشركة كشركة تابعة مملوكة بالكامل في 11 يوليو 2006. تواصل الشركة العمل من واترلو.

### سيرتيكوم
شركة سيرتيكوم هي شركة تشفير تأسست في عام 1985 من قبل جوردون اجنيو،  رون مولين وسكوت فانستون .
تتضمن محفظة سيرتيكوم للملكية الفكرية أكثر من 350 براءة اختراع وبراءة اختراع معلقة في جميع أنحاء العالم تغطي الجوانب الرئيسية لتشفير المنحنى الإهليلجي (ECC): تحسينات البرامج، والتطبيقات الفعالة للأجهزة، وطرق تعزيز الأمان، وبروتوكولات التشفير المختلفة.
قامت وكالة الأمن القومي (NSA) بترخيص 26 براءة اختراع لشركة سيرتيكوم ECC كوسيلة لتمهيد الطريق أمام تنفيذ المنحنيات الإهليلجية لحماية المعلومات الحكومية الأمريكية وحلفائها.
يشمل عملاء سيرتيكوم الحاليون جنرال دايناميكس وموتورولا وأوراكل وريسيرتش إن موشن ويونيسيس.
في 23 يناير 2009، دخلت فيريسين في اتفاقية للاستحواذ على سيرتيكوم. قدمت شركة ريسيرش إن موشن عرضًا مضادًا، والذي كان يعتبر الأفضل. لم تتطابق فيريسين مع هذا العرض،  ولذا أعلنت شركة سيرتيكوم عن اتفاقية تحصل عليها ريسيرش إن موشين. عند الانتهاء من هذه الصفقة، أصبحت سيرتيكوم شركة فرعية مملوكة بالكامل لشركة ريسيرش إن موشين، وتم شطبها من بورصة تورنتو في 25 مارس 2009.

### داش نافيجيشن
في يونيو 2009، أعلنت ريسيرش إن موشين أنها ستستحوذ على داش نافيجيشن، صناع داش إكسبريس. تورش موبايل
في أغسطس 2009، استحوذت ريسيرش إن موشين على تورش موبايل، مطور متصفح إريس، مما أتاح إدراج متصفح يستند إلى ويب كيت على أجهزة بلاك بيري الخاصة بهم، والذي أصبح متصفح الويب في أنظمة التشغيل اللاحقة القائمة على جافا (بلاك بيري 6، بلاك بيري 7) وأنظمة التشغيل (نظام التشغيل بلاك بيري تابليت أو اس وبلاك بيري 10 المستند إلى كيو ان اكس). أول منتج يحتوي على هذا المتصفح، بلاك بيري تورش 9800، تم تسميته على اسم الشركة.

### داتافيز
في 8 أيلول (سبتمبر) 2010، باعت شركة داتافيز مجموعة دوكيومنتس تو جو وغيرها من الأصول إلى ريسبرش ان موشن مقابل 50 دولارًا مليون. بعد ذلك، تم تجميع التطبيق الذي يسمح للمستخدمين بمشاهدة وتعديل مايكروسوفت وورد ومايكروسوفت إكسل ومايكروسوفت باوربوينت على هواتف بلاك بيري الذكية والأجهزة اللوحية.

### فيجو
في 26 مارس 2010، أعلنت الشركة عن استحواذها على فيغو، وهي شركة مقرها تورونتو طورت تطبيقات فيغو للبلاك بيري الشهيرة، والتي جمعت المحتوى الإخباري من جميع أنحاء الويب. لم يتم الكشف عن شروط الصفقة.

### كيو إن أكس
توصلت ريسيرش إن موشين إلى اتفاقية مع هارمان للصناعات الدولية في 12 أبريل 2010، لكي تحصل ريسيرش إن موشين على كيو إن إكس لأنظمة البرمجيات. كان من المفترض أن تكون الشركة التي تم الاستحواذ عليها بمثابة الأساس لمنصة بلاك بيري من الجيل التالي التي تجاوزت الأجهزة. أصبحت كيو إن أكس منصة لأجهزة بلاك بيري بلاي بوك وبلاك بيري 10 الذكية.

### أستونجينج ترايب
استحوذت الشركة على أستونجينج ترايب (TAT)، وهي شركة تصميم واجهة مستخدم مقرها في مالمو، السويد، في 2 ديسمبر 2010. بفضل تاريخها في إنشاء واجهات مستخدم وتطبيقات للجوال، ساهمت TAT بشكل كبير في تجربة مستخدم بلاك بيري 10 بالإضافة إلى تطوير إطار عمل واجهة المستخدم الرسومية.

### جاي كات
في يوليو 2011، جلبت ريسيرش إن موشين جاي كات، وهي شركة مقرها السويد تعمل كمحرر فيديو عبر الإنترنت. تم دمج تقنية جاي كات في برنامج الوسائط الخاص بـ بلاك بيري 10.

### باراتيك ميكروويف
في مارس 2012، استحوذت ريسيرش إن موشين على باراتيك ميكروويف،  جلبت تقنية ضبط الترددات اللاسلكية التكيفية إلى هواتف بلاك بيري.

### تنجل دوت إم إي
في 18 سبتمبر 2012، أُعلن أنه سيتم إغلاق خدمة التقويم الاجتماعي ريسيرش إن موشين،  تنجل دوت إم إي. في 3 ديسمبر 2012. استحوذت ريسيرش إن موشين على تنجل دوت إم إي في أبريل 2011.

### نيوباي
في يوليو 2011، استحوذت ريسيرش إن موشين على نيوباي، وهي شركة مقرها أيرلندا تقدم فيديو وصور وأداة لمحرر شبكات الوسائط. باعت ريسيرش إن موشين لاحقًا نيوباي إلى سنكرنس في ديسمبر 2012 مقابل 55.5 مليون دولار.

### سكوريلوب
في 7 يونيو 2011، استحوذت بلاك بيري على سكوريلوب مقابل 71 مليون دولار أمريكي. لقد وفرت أدوات لإضافة عناصر اجتماعية إلى أي لعبة (الإنجازات / المكافآت وما إلى ذلك) وكانت مركزية في تطبيق ألعاب بلاك بيري 10. في 1 ديسمبر 2014، تم إغلاق جميع خدمات سكوريلوب.

### جوهر
تم شراء جيست في فبراير 2011 من قبل بلاك بيري. جيست هي أداة تساعد المستخدمين على تنظيم جميع جهات الاتصال الخاصة بهم وعرضها في مكان واحد. أغلقت خدمات جيست في 15 سبتمبر 2012، لكي تركز الشركة على بلاك بيري 10.

### سكرون
استحوذت شركة بلاك بيري المحدودة على سكرون في مايو 2013. تدير الشركة الفرنسية الناشئة فيسبوك وتويتر وحسابات الوسائط الاجتماعية الأخرى لعملاء كبار مثل صانع السلع الفاخرة لوي فيتون مويت هينيسي والمشغل اللاسلكي أورنج ووارنر برذرز. وسائل الترفيه. تم الإعلان عن الصفقة علنًا في نوفمبر 2013. وفقًا لمؤسس سكرون ، ألكسندر مارس، لم يكشف عن عملية الشراء من قبل بلاك بيري من قبل بسبب «ضجة إعلامية دقيقة» حول الشركة. سكرون هو جزء من إستراتيجية بلاك بيري للاستفادة من خدمة المراسلة الفورية بلاك بيري ماسنجر من خلال استخدام قنوات بي بي إم التي تم الكشف عنها حديثًا. ولم يتم الكشف عن الشروط المالية.

### موفيرتو
تم شراء موفيرتو في سبتمبر 2014 من قبل بلاك بيري. موفيرتو هي شركة ناشئة في المملكة المتحدة تتيح لأرقام هواتف متعددة أن تكون نشطة على جهاز محمول واحد. في وقت الاستحواذ، أعلنت شركة بلاك بيري أنها ستوسع هذه الوظيفة إلى ما بعد بلاك بيري 10 لتشمل منصات متنقلة أخرى مثل أندرويد وآي أو إس.

### سيكوسمارت
تم الاستحواذ على سيكوسمارت في سبتمبر 2014. كانت الشركة التي تتخذ من ألمانيا مقراً لها إحدى الخطوات التي تم من خلالها وضع بلاك بيري على أنها المزود الأكثر أمانًا في سوق الهواتف المحمولة. وافق سيكوسمارت على تزويد الحكومة الألمانية بأجهزة محمولة عالية الأمان تقوم بتشفير الصوت وكذلك البيانات على أجهزة بلاك بيري 10. هذه الهواتف قيد الاستخدام حاليًا من قبل أنجيلا ميركل ومعظم الوزراء بالإضافة إلى العديد من الإدارات والبرلمان.

### واتش دوكس
كانت واتش دوكس شركة تزامن ومشاركة ملفات مؤسسية مقرها إسرائيل وتخصصت في تأمين الوصول إلى المستندات على أساس السحابة. استحوذت بلاك بيري على الشركة في أبريل 2015. في 8 ديسمبر 2016، أعادت بلاك بيري تسمية واتش دوكس إلى بلاك بيري ورك سبيس.
في أغسطس 2019، أغلقت بلاك بيري مركز التطوير في إسرائيل.

### آتهوك
في 22 يوليو 2015، أعلنت بلاك بيري أنها استحوذت على آتهوك، وهو مزود اتصالات الطوارئ الآمنة والمتصلة بالشبكة .

### جود تكنولوجي
في 4 سبتمبر 2015، أعلنت شركة بلاك بيري عن استحواذها على مزود أمن الأجهزة المحمولة لشركة جود تكنولوجي مقابل 425 مليون دولار. في 8 ديسمبر 2016، أعادت تسمية منتجات Good ودمجها في بلاك بيري إنتربريس موبلتي سوت، وهي مجموعة من عروض البرامج المتدرجة لعملائها من المؤسسات.

### إنكربشن
في 24 فبراير 2016، استحوذت بلاك بيري على شركة إنكربشن لاستشارات الأمن السيبراني في المملكة المتحدة.

### سيلانس
في 16 نوفمبر 2018، تم شراء سيلانس مقابل 1.4 مليار دولار أمريكي من قبل بلاك بيري لمتد في صفقة نقدية كاملة. ستمكّن التكنولوجيا وراء سيلانس بلاك بيري من إضافة قدرات الذكاء الاصطناعي إلى منتجاتها البرمجية الحالية لتطبيقات إنترنت الأشياء والخدمات الأخرى. ستعمل سيلانس كقسم منفصل ضمن عمليات بلاك بيري لمتد الحالية.

## البرمجيات

### بلاك بيري إند بوينت مانيجير (UEM)
نظام أساسي لإدارة التنقل للمؤسسات يوفر تحكمًا مؤقتًا في الوصول إلى الهواتف الذكية والأجهزة اللوحية وأجهزة الكمبيوتر المحمولة وأجهزة الكمبيوتر المكتبية مع دعم لجميع المنصات الرئيسية بما في ذلك آي أو إس وأندرويد وبلاك بيري 10 وويندوز 10 وماك أو إس. يعمل UEM (المعروف سابقًا باسم بلاك بيري إنتربرايز سيرفر) أيضًا كوحدة تحكم وخادم إدارة موحدين لـ بلاك بيري داينامكس وبلاك بيري ورك سبيسز وبلاك بيري 2FA.

### بلاك بيري دينامكس (المعروف سابقًا باسم جود داينامكس)
نظام أساسي لإدارة تطبيقات الأجهزة المحمولة يدير ويؤمن بيانات التطبيق من خلال محاكاة التطبيق الافتراضية تشتمل مجموعة تطبيقات بلاك بيري داينامكس على البريد الإلكتروني والتقويم وجهات الاتصال والمهام والمراسلة الفورية والتصفح ومشاركة المستندات. يتيح بلاك بيري داينامكس SDK للمطورين الاستفادة من أمان النظام الأساسي وإضافة وظائف من حلول بلاك بيري الأخرى إلى تطبيقاتهم.

### مساحات عمل بلاك بيري (المعروفة سابقًا باسم واتش دوكس)
منصة تزامن ملفات المؤسسة ومشاركتها (EFSS)، توفر مساحات العمل ضوابط إدارة الحقوق الرقمية على مستوى الملف جنبًا إلى جنب مع وظيفة مزامنة الملفات ومشاركتها.

### بلاك بيري 2FA (سترونج أوثنتيكايشن سابقًا)
حل مصادقة VPN ذو عاملين قائم على الشهادة يسمح للمستخدمين بالمصادقة دون الحاجة إلى رموز PIN أو كلمات مرور.

### بي بي إم
نظام أساسي للمراسلة الفورية قائم على بروتوكول الإنترنت يوفر تشفيرًا شاملاً للصوت والفيديو والتواصل المستند إلى النص. في 7 فبراير 2017، أصدرت بلاك بيري مجموعة بي بي إم انتربرايس إس دي كي، وهي مجموعة «منصة اتصالات كخدمة» تتيح للمطورين دمج إمكانات المراسلة الخاصة بـ بي بي إم لإنتربرايس إس دي كي في تطبيقاتهم الخاصة. تشتمل الإمكانات المذكورة على الرسائل الآمنة والصوت والفيديو ومشاركة الملفات ومعلومات التواجد.

### بلاك بيري آتهوك
نظام اتصالات الطوارئ، يوفر آتهوك رسائل وإشعارات ثنائية الاتجاه عبر مجموعة من الأجهزة والأنظمة الأساسية. في 17 مايو 2017، أصدرت بلاك بيري حساب آتهوك لمساعدة الشركات على تتبع موظفيها بسهولة أكبر في حالات الطوارئ.

#### سكيوسويت
حل مضاد للتنصت يوفر تشفير الصوت والبيانات والرسائل القصيرة.

### بلاك بيري كيو ان اكس
نظام تشغيل مضمّن في الوقت الفعلي، يقود كيو ان اكس أنظمة برمجية متعددة في سيارات السيارات الحديثة، ويشكل الأساس لحلول مثل بلاك بيري رادار، وهو نظام تتبع أصول قائم على إنترنت الأشياء لصناعة النقل.

## التقاضي بشأن براءات الاختراع
منذ مطلع القرن، تورطت ريسيرش إن موشين في سلسلة من الدعاوى المتعلقة بانتهاك براءات الاختراع المزعوم.

### جلينير إلكترونكس
في عام 2001، رفعت شركة ريسيرش إن موشن دعوى قضائية ضد شركة جلينير إلكترونكس  بسبب انتهاك براءات الاختراع، جزئيًا ردًا على دعوى انتهاك سابقة رفعها جلينير ضد ريسيرش إن موشين. سعت ريسيرش إن موشين إلى أمر قضائي لمنع جلينير من التعدي على براءة اختراع ريسيرش إن موشين "Single Mailbox Integration". تمت تسوية الدعوى في النهاية لصالح ريسيرش إن موشين.

### تقنية جيدة
في يونيو 2002، رفعت شركة ريسيرش إن موشن دعوى قضائية ضد شركة جود تكنولوجي المنافسة لعام 2000. قدمت ريسيرش إن موشين شكاوى إضافية على مدار العام. في مارس 2004، وافقت جود تكنولوجي على صفقة ترخيص، وبالتالي تسوية الدعوى المعلقة.

### هاندسبرينج
في 16 سبتمبر 2002، تم منح ريسيرش إن موشن براءة اختراع تتعلق بتصميم لوحة المفاتيح على أجهزة البريد الإلكتروني المحمولة باليد. عند استلام براءة الاختراع، شرعت في رفع دعوى قضائية ضد شركة هاند سبرينغ على جهاز بالم تريو. وافقت هاندسبرينج في النهاية على ترخيص براءة اختراع ريسيرش إن موشين وتجنب المزيد من الدعاوى القضائية في نوفمبر من نفس العام.

### إن تي بي
خلال الاستئنافات، اكتشفت ريسيرش إن موشين حالة التقنية الصناعية السابقة الجديدة التي أثارت «سؤالًا جديدًا جوهريًا حول أهلية الحصول على براءة اختراع» وقدمت طلبًا لإعادة فحص براءات الاختراع إن تي بي في مكتب الولايات المتحدة للبراءات والعلامات التجارية. تم إجراء إعادة الفحص بشكل منفصل لقضايا المحكمة للتعدي. في فبراير 2006، رفض مكتب الولايات المتحدة للبراءات والعلامات التجارية جميع مطالبات إن تي بي في ثلاث براءات اختراع متنازع عليها. استأنف إن تي بي القرار، وكانت عملية إعادة الفحص لا تزال جارية اعتبارًا من يوليو 2006 (انظر إن تي بي للحصول على التفاصيل).
في 3 مارس 2006، أعلنت «ريم» أنها قد قامت بتسوية نزاع براءة اختراع بلاك بيري مع إن تي بي. بموجب شروط التسوية، وافقت ريسيرش إن موشين على دفع إن تي بي 612.5 دولار أمريكي مليون  في «تسوية كاملة ونهائية لجميع المطالبات». وقالت «ريم» في بيان «أنه تم الانتهاء من جميع بنود الاتفاقية ورفض الدعوى ضد» ريم «بأمر من المحكمة ظهر اليوم. تلغي الاتفاقية الحاجة إلى أي إجراءات قضائية أخرى أو قرارات تتعلق بالتعويضات أو الإنصاف بأمر زجري.» 

### زيروكس
في 17 يوليو 2003، بينما كانت لا تزال متورطة في دعوى قضائية مع إن تي بي وجود تكنولوجي، رفعت ريسيرش إن موشين دعوى ضد زيروكس في مقاطعة هارتفورد بالولايات المتحدة، كونيتيكت. تم رفع الدعوى ردًا على المناقشات حول براءات الاختراع التي تمتلكها زيروكس والتي قد تؤثر على أعمال ريسيرش إن موشين وطلبت أيضًا إبطال براءات الاختراع التي تمتلكها زيروكس.

### فيستو
في 1 مايو 2006، رفعت شركة Visto دعوى قضائية ضد شركة ريسيرش إن موشين لانتهاكها أربع براءات اختراع. على الرغم من أن براءات الاختراع كانت تعتبر غير صالحة على نطاق واسع وفي نفس عروق براءات اختراع إن تي بي - مع حكم ضد Visto في المملكة المتحدة  - قامت ريسيرش إن موشين بتسوية الدعوى في الولايات المتحدة في 16 يوليو 2009، مع موافقة ريسيرش إن موشين لدفع 267.5 مليون دولار أمريكي إلى Visto بالإضافة إلى شروط أخرى غير مفصح عنها.

### موتورولا
في 22 يناير 2010، طلبت موتورولا حظر استيراد جميع هواتف بلاك بيري الذكية إلى الولايات المتحدة لانتهاكها خمس براءات اختراع لشركة موتورولا. براءات اختراعهم لـ «ابتكارات المرحلة المبكرة»، بما في ذلك واجهة المستخدم وإدارة الطاقة والواي فاي، موضع تساؤل. عارضت ريسيرش إن موشين في وقت لاحق من نفس اليوم، مدعية السلوك المناهض للمنافسة وأن موتورولا قد خرقت اتفاقية الترخيص لعام 2003 برفضها تمديد شروط الترخيص إلى ما بعد 2008  تمت تسوية الشركتين خارج المحكمة في 11 يونيو / حزيران 2010.

### إيتوني
في 5 كانون الأول (ديسمبر) 2011، حصلت شركة ريسيرش إن موشن على أمر يمنح طلبها لرفض ادعاءات المدعي إيتوني بأن ريسيرش إن موشين انتهكت القسم 2 من قانون مكافحة الاحتكار شيرمان وأجزاء مكافئة من قانون دونيلي في نيويورك. زعمت إيتوني أن انتهاك «ريم» المزعوم لبراءة الاختراع الخاصة بالمدعي "317" يشكل انتهاكًا لمكافحة الاحتكار. شركة إيتوني إرجنومكس بمقابل شركة ريسيرش إن موشن، No. 08-Civ. 10079 (WHP) (SDNY Dec 5 2011)، مذكرة وأمر، ص. 1 (بولي، ج.).

### إم فورميشن
في يوليو 2012، منحت هيئة محلفين فيدرالية أمريكية تعويضات (ألغيت لاحقًا) بقيمة 147 مليون دولار ضد شركة ريسيرش إن موشن. قررت هيئة المحلفين أن ريسيرش إن موشن قد انتهك براءات اختراع إم فورميشن وحساب الأضرار البالغة 8 دولارات لكل 18.4 مليون وحدة مقابل الإتاوات على المبيعات السابقة للأجهزة لعملاء غير حكوميين في الولايات المتحدة فقط، ولا يشمل ذلك مدفوعات الإتاوات المستقبلية داخل وخارج الولايات المتحدة  في أغسطس 9، 2012، تم إلغاء هذا الحكم في الاستئناف. جادلت ريسيرش إن موشين بأن مطالبات براءة إم فورميشن كانت غير صالحة لأن العمليات كانت مستخدمة بالفعل عندما قامت إم فورميشن بتقديم طلب براءة الاختراع الخاص بها. قال القاضي جيمس وير إن إم فورميشن فشلت في إثبات أن ريسيرش إن موشين قد انتهكت براءة اختراع الشركة.

### كوالكوم
في 26 مايو 2017، أعلنت شركة بلاك بيري أنها توصلت إلى اتفاق مع شركة كوالكوم إنكوربوريتد لتسوية جميع المبالغ المستحقة فيما يتعلق بقرار التحكيم المؤقت المعلن في 12 أبريل 2017. بعد شرط مشترك من قبل الطرفين، أصدرت لجنة التحكيم حكمًا نهائيًا ينص على دفع كوالكوم إلى بلاك بيري مبلغ إجمالي قدره 940.000.000 دولار أمريكي بما في ذلك الفوائد وأتعاب المحاماة، بعد خصم بعض الإتاوات المستحقة من بلاك بيري لتقويم 2016 والربع الأول من تقويم 2017.

### موقع التواصل الاجتماعي فيسبوك
في 8 مارس 2018، رفعت شركة بلاك بيري لمتد دعوى قضائية ضد شركة فيسبوك Inc. في محكمة اتحادية في لوس أنجلوس. وفقًا لـ بلاك بيري لمتد، بنى فيسبوك مساحات شاسعة من إمبراطوريته على تقنية المراسلة التي طورتها في الأصل خلال الوقت الذي كان رئيس فيسبوك، مارك زوكربيرج، لا يزال يعيش في غرفة نوم بجامعة هارفارد. تدعي شركة بلاك بيري لمتد أن العديد من ميزات خدمة المراسلة على فيسبوك تنتهك براءات اختراع بلاك بيري.

## الخلافات

### تسوية فضيحة خيار الأسهم
في عام 2007، اضطر الرئيس التنفيذي المشارك جيم بالسيلي إلى الاستقالة من منصب رئيس مجلس الإدارة حيث أعلنت الشركة عن إعادة بيان أرباح بقيمة 250 مليون دولار تتعلق بأخطاء في كيفية منحها خيارات الأسهم. علاوة على ذلك، وجدت مراجعة داخلية أن المئات من منح خيارات الأسهم كانت بأثر رجعي، وتوقيتها بسعر منخفض للسهم لجعلها أكثر ربحية.
في يناير 2009، صرح المنظمون الكنديون أنهم كانوا يسعون للحصول على غرامة قياسية قدرها 80 مليون دولار أمريكي من كبار المديرين التنفيذيين، الرئيسين التنفيذيين المشاركين جيم بالسيلي ومايك لازاريديس. علاوة على ذلك، دفعت هيئة الأوراق المالية في أونتاريو (OSC) إلى بالسيلي لدفع الجزء الأكبر من أي عقوبة والتخلي عن مقعده في مجلس إدارة ريسيرش إن موشين لفترة من الوقت.
في 5 فبراير 2009، وافق العديد من المديرين التنفيذيين ومديري شركة ريسيرش إن موشن على دفع الغرامات لتسوية تحقيق في تأجيل خيارات الأسهم. وافقت لجنة الأوراق المالية في أونتاريو على الترتيب في اجتماع مغلق.
بموجب شروط اتفاقية التسوية مع OSC، سيدفع المديران التنفيذيان المشاركان لشركة ريسيرش إن موشين جيم بالسيلي ومايك لازاريديس، بالإضافة إلى الرئيس التنفيذي للعمليات دينيس كافلمان، مبلغًا إجماليًا قدره 68 مليون دولار كندي لشركة ريسيرش إن موشين لتعويض الشركة عن خسائر من التأريخ الخلفي وتكاليف تحقيق داخلي طويل. ويتعين على الثلاثة أيضًا دفع 9 ملايين دولار كندي إلى OSC.
في البداية، استقال بالسيلي من مجلس إدارة ريسيرش إن موشين مؤقتًا لمدة عام وبقي في منصبه التنفيذي. ترك بالسيل مجلس الإدارة في يناير 2012 واستقال من منصبه التنفيذي في مارس 2012.

### سجل بيئي
في نوفمبر 2011، احتلت ريسيرش إن موشين المرتبة 15 من بين 15 مصنعًا للإلكترونيات في دليل منظمة السلام الأخضر الذي أعيد إطلاقه إلى جرينر إلكترونكس. يصنف الدليل الشركات المصنعة وفقًا لسياساتها وممارساتها لتقليل تأثيرها على المناخ، وإنتاج منتجات صديقة للبيئة، وجعل عملياتها أكثر استدامة. ظهرت ريسيرش إن موشين لأول مرة في عام 2011 برصيد 1.6 من 10. في قسم الطاقة، تم انتقاد الشركة من قبل منظمة السلام الأخضر لعدم سعيها للتحقق الخارجي لبياناتها الخاصة بانبعاثات غازات الاحتباس الحراري (GHG)، لعدم وجود خطة كهرباء نظيفة وعدم تحديد هدف للحد من انبعاثات غازات الاحتباس الحراري.
كان أداء ريسيرش إن موشين سيئًا في فئة المنتجات، حيث سجلت نقاطًا فقط لكفاءة الطاقة لمنتجاتها حيث أفادت أن شاحن بلاك بيري الخاص بها حصل على تصنيف IPP من المفوضية الأوروبية من فئة 4 نجوم. وفي الوقت نفسه، في العمليات المستدامة، سجلت الشركة نتائج جيدة لموقفها من معادن الصراع وحصلت على نقاط لسياسة المشتريات الورقية وبرنامج إعادة البريد الإلكتروني للنفايات الإلكترونية ومع ذلك، لم تُمنح ريسيرش إن موشين أي نقاط لإدارة انبعاثات غازات الدفيئة من سلسلة التوريد الخاصة بها.
في تقريره لعام 2012 عن التقدم المحرز فيما يتعلق بمعادن الصراع، صنف مشروع إنف بروجكت شركة ريسيرش إن موشين في المرتبة السادسة بين 24 شركة إلكترونية استهلاكية.

### رسالة مفتوحة من مجهول إلى الإدارة
في 30 يونيو 2011، كتب موظف كبير مجهول مزعوم في ريسيرش إن موشين خطابًا مفتوحًا إلى الإدارة العليا للشركة. كان الهدف الرئيسي للكاتب هو جعل الرؤساء التنفيذيين المشاركين مايك لازاريديس وجيم بالسيلي ينظرون بجدية في اقتراحاته وشكاواه بشأن الوضع الحالي والتوجه المستقبلي للشركة.

### انقطاع الخدمة
في 10 أكتوبر 2011، واجهت ريسيرش إن موشين أحد أسوأ حالات انقطاع الخدمة في تاريخ الشركة. لم يتمكن عشرات الملايين من مستخدمي بلاك بيري في أوروبا والشرق الأوسط وإفريقيا وأمريكا الشمالية من تلقي أو إرسال رسائل البريد الإلكتروني ورسائل بي بي إم عبر هواتفهم. وقال ريسيرش إن موشين إن الانقطاع كان نتيجة لفشل مفتاح أساسي، «لم يعمل الانتقال إلى مفتاح النسخ الاحتياطي كما تم اختباره، مما تسبب في تراكم كبير للبيانات». تمت استعادة الخدمة في 13 أكتوبر، مع إعلان ريسيرش إن موشين عن حزمة بقيمة 100 دولار من التطبيقات المدفوعة المجانية للمستخدمين وإضافات دعم المؤسسات.

### وصول الحكومة إلى الاتصالات
بعد مواجهة استمرت أربع سنوات مع الحكومة الهندية بشأن الوصول إلى شبكات ريسيرش إن موشين الآمنة، عرضت الشركة حلاً يمكنه اعتراض البريد الإلكتروني للمستهلك وحركة الرسائل بين هواتف بلاك بيري، وإتاحة هذه الاتصالات المشفرة لوكالات الأمن الهندية. لا يزال هناك عدم وصول إلى اتصالات مؤسسة بلاك بيري المشفرة الآمنة أو رسائل البريد الإلكتروني الخاصة بالشركات،  إلا من خلال قانون المساعدة القانونية المتبادلة الكندي في المسائل الجنائية.

## روابط خارجية
- الموقع الرسمي